# Culex geminus
Culex geminus är en tvåvingeart som beskrevs av Donald Henry Colless 1955. Culex geminus ingår i släktet Culex och familjen stickmyggor. Inga underarter finns listade i Catalogue of Life.